# Маґнус Бахне
М́аґнус Б́ане (нар. 15 березня 1979, Кааріна) — колишній фінський футболіст, воротар.

## Клубна кар'єра
Бане розпочав свою кар'єру в ФК «Інтер Турку», а в 20 років став першим голкіпером команди. У 2007 році він підписав контракт з Гальмстад БК у шведському Allsvenskan. Він проходив перевірку в «Чарльтоні» у 2001 році, ФК «Фредрікстад» у 2005 році та «ІК Старт» у 2006 році.
Перейшовши в 2007 році в Гальмстад БК, він відразу зайняв позицію першого воротаря та одного з найкращих воротарів ліги.
Під час сезону 2007 року Бане отримав травму в матчі проти ІФК Гетеборг (1–3) у серпні. Пізніше з'ясувалося, що він порвав ПХЗ і не зможе грати до закінчення Євро-2008. Незважаючи на те, що він пропустив значну частину сезону 2007 року через травму, він був визнаний воротарем року (найкращим у Швеції) на щорічній Fotbollsgala 2007. Він успішно повернувся після травми влітку 2008 року, зігравши 19 матчів і повернувши першу позицію в Гальмстаді. У 2009 році він провів 27 матчів в Allsvenskan.
1 вересня 2009 року Бане оголосив, що не підписуватиме новий контракт з «Гальмстадс БК» і залишить клуб після сезону, заявивши, що хоче спробувати зіграти у вищій лізі. 
30 січня 2010 Ассиріска ФФ підтвердила, що Бане підписав з ними контракт. 
Лише після одного сезону з «Ассиріска» 8 листопада 2010 року Бане підписав однорічний контракт зі своїм колишнім клубом «Інтер Турку». 

## Міжнародна кар'єра
Він є одним із кандидатів на місце голкіпера номер один у збірній Фінляндії після того, як Юссі Яаскеляйнен оголосив про завершення кар'єри національної команди та повністю зосередиться на Болтоні та Прем'єр-лізі.
Загалом Маґнус Бане провів два матчі за збірну Фінляндії.

## Сім'я
У Маґнуса є брат на ім'я Мартін Бане, відомий у Фінляндії актор, який у 2007 році зіграв головну роль у фільмі Raja 1918 (укр. Кордон 1918.). 

## Зовнішні посилання
- Svenskafans.com(швед.)